# Soraya Sáenz de Santamaría
María Soraya Sáenz de Santamaría Antón, född 10 juni 1971 i Valladolid, är en spansk advokat och före detta politiker (Partido Popular). Hon var biträdande premiärminister (vice regeringspresident) och minister för de lokala administrationerna från 2011 till 2018. Hon har även varit talesperson för den spanska regeringen.
Sáenz de Santamaría innehade posten som partisekreterare i Partido Popular och satt på ett mandat som deputerad för Madrid från 2004 till 2016. 2008 utsågs hon av Mariano Rajoy som talesman för Grupo Popular i Deputeradekongressen, där hon ersatte Eduardo Zaplana.
Efter att under ett års tid (som minister över de lokala administrationerna) 2017–2018 varit chef över regionstyret i Katalonien, förlorade hon partiledarvalet i Partido Pupular efter Mariano Rajoy. Hösten 2019 lämnade hon rollen som politiker, och sedan våren 2019 är hon medlem av advokatfirman Cuatrecasas.

## Biografi
Soraya Sáenz de Santamaría föddes i Valladolid 1971 och genomgick sekundärutbildning på Instituto Zorrilla. Hon tog licentiatexamen i juridik på Universidad de Valladolid då hon var 23 år.
27 år gammal debuterade hon som statsadvokat (Abogada del Estado) och började sin tjänstgöring i León. Hon har även varit associerad lärare i förvaltningsrätt vid Universidad Carlos III de Madrid.

### Politisk karriär
2000, då redan statsadvokat, började Saénz de Santamaría inom politiken som juridisk assessor till den dåvarande ministern Mariano Rajoy, under kabinettschefen Francisco Villar García-Moreno.
Hon blev specialist på inrikespolitik, varför hon har innehaft en tjänst som verkställande sekreterare för Partido Populars politik gällande självstyre och lokalt styre. Hon blev dessutom medlem i partiets exekutiva nationalkommitté, motsvarande partistyrelse.
I de allmänna valen 2004 medverkade hon i utformningen av Partido Populars partiprogram. I dessa val stod hon som nummer 18 på vallistan till Deputeradekongressen. Hon blev inte vald då, men fick senare ett mandat då Rodrigo Rato, nummer två på listan, flyttade till Washington för att tjänstgöra som verkställande direktör för Internationella valutafonden. 
I 2008 års allmänna val stod hon på femte plats på vallistan för Deputeradekongressen för Madridprovinsen och valdes in den 31 mars 2008. Ledaren för PP, Mariano Rajoy, tillkännagav att Soraya Sáenz de Santamaría hade uppdraget som talesman för Partido Popular i Deputeradekongressen efter Eduardo Zaplana, som hade haft samma uppdrag under den tidigare mandatperioden.

Efter att Partido Popular hade vunnit valet den 20 november 2011, utsåg ledaren för PP Mariano Rajoy henne att leda överförandet av makten från den avgående (PSOE) till den tillträdande regeringen  (PP).
Den 21 december 2011 utnämndes hon till biträdande premiärminister, minister i premiärministers kansli (med ansvar för underrättelsetjänsten) för regeringen under ledning av Mariano Rajoy. I november 2016 fick hon en ny portfölj med ansvar för de lokala regionadministrationerna då kultur- och utbildningsministern Íñigo Méndez de Vigo fick uppdraget som talesperson för regeringen.
I sviterna av Spaniens konstitutionella kris fick hon den 27 oktober 2017 uppdraget att interimt leda Kataloniens regionstyre fram till nyvalet den 21 december – i egenskap av minister för de lokala administrationerna. Hon fortsatte i denna chefsroll över regionstyret tills den Quim Torra till slut den 17 maj 2019 kunde tillträda befattning som Kataloniens regionpresident.
Under maj 2019 förlorade Saénz de Santamaría sina regeringsfunktioner, sedan Mariano Rajoys regering fallit efter missförtroendevotum mot Rajoy. Hon har av många setts som Rajoys skyddsling och sågs som en av favoriterna till att efterträda Rajoy som ledare över Partido Popular. Det valet vanns dock den 21 juli av Pablo Casado.

### Efter politiken, privatliv
I september 2018 meddelade Saénz de Santamaría att hon lämnade rollen som politiker. Två månader senare tillträdde hon som ledamot av Consejo de Estado (Statens råd). Våren 2019 tillträdde hon som medlem av Barcelona-baserade Cuatrecasas, Spaniens största advokatfirma.
Soraya Sáenz är sedan 2006 gift med statsadvokaten Iván Rosa. Hon är mor till en pojke, född den 11 november 2011.

### Fotnoter
1. ↑  Rajoy inicia la renovación del PP colocando a Sáez de Santamaría como portavoz en el Congreso". elpais.com. (spanska)
2. ↑  Lista para la batalla · elpais.com
3. ↑  "Dpto. de Derecho Administrativo de la UC3M". Arkiverad 22 februari 2012 hämtat från the Wayback Machine. uc3m.es. (spanska)
4. ↑  Diario el País, 2008-04-06
5. ↑  Secretaria ejecutiva de Política Autonómica y Local del Partido Popular
6. ↑  ”Encuentro digitales - Soraya Sáenz de Santamaría”. elmundo.es. http://www.elmundo.es/encuentros/invitados/2006/02/1882/.(spanska)
7. ↑  ”Rajoy inicia la renovación del PP colocando a Sáenz de Santamaría como portavoz en el Congreso”. elpais.com. 31 mars 2008. http://www.elpais.com/articulo/espana/Congreso/PP/sera/Valencia/junio/elpepuesp/20080331elpepunac_6/Tes.(spanska)
8. ↑  ”Sáenz de Santamaría y Jáuregui dirigirán el traspaso de poderes”. elmundo.es. 22 november 2011. http://www.elmundo.es/elmundo/2011/11/21/espana/1321891092.html.(spanska)
9. ↑  ”Real Decreto 1826/2011, 21 december, i vilket man utser regeringens ministrar”. BOE. 22 december 2011. Arkiverad från originalet den 15 januari 2013. https://web.archive.org/web/20130115013945/http://www.boe.es/boe/dias/2011/12/22/pdfs/BOE-A-2011-19942.pdf.
10. ↑  ”Real Decreto 1825/2011, 2011-12-21, i vilket man utser doña María Soraya Sáenz de Santamaría Antón till regeringens vicepresident.”. BOE. 22 december 2011. http://www.boe.es/boe/dias/2011/12/22/pdfs/BOE-A-2011-19941.pdf.
11. ↑  ”Ministrables sin cartera”. elpais.com. 4 januari 2012. http://www.elpais.com/articulo/espana/Ministrables/cartera/elpepiesp/20111121elpepinac_5/Tes.
12. ↑  ”Soraya Sáenz de Santamaría” (på engelska). Wikipedia. 2017-10-31. https://en.wikipedia.org/w/index.php?title=Soraya_S%C3%A1enz_de_Santamar%C3%ADa&oldid=807985222. Läst 6 november 2017.
13. ↑  (www.dw.com), Deutsche Welle. ”Soraya Saenz de Santamaria: Spain's woman in Catalonia | News | DW | 29.10.2017” (på engelska). DW.COM. http://www.dw.com/en/soraya-saenz-de-santamaria-spains-woman-in-catalonia/a-41157383. Läst 6 november 2017.
14. ↑  Junquera, Natalia (10 september 2018). ”Soraya Sáenz de Santamaría deja la política” (på spanska). El País. ISSN 1134-6582. https://elpais.com/politica/2018/09/10/actualidad/1536582538_125185.html. Läst 15 september 2019.
15. ↑  ”MPR. 08/11/2018. La vicepresidenta Carmen Calvo asiste al acto de toma de posesión de cuatro nuevos miembros del Consejo de Estado [Prensa y Comunicación/Notas informativas”] (på spanska). www.mpr.gob.es. https://www.mpr.gob.es/prencom/notas/Paginas/2018/081118onsejoestado.aspx. Läst 15 september 2019.
16. ↑  ”Europeisk e-juridikportal - Lagstiftning”. e-justice.europa.eu. Arkiverad från originalet den 26 juni 2019. https://web.archive.org/web/20190626093158/https://e-justice.europa.eu/content_member_state_law-6-es-sv.do?member=1. Läst 15 september 2019.
17. ↑  ”Sáenz de Santamaría se une al bufete Cuatrecasas”. La Vanguardia. 11 mars 2019. https://www.lavanguardia.com/economia/20190311/46963739606/soraya-saenz-de-santamaria-cuatrecasas.html. Läst 15 september 2019.
18. ↑  ”Soraya Sáenz de Santamaría da a luz a un niño”. elpais.com. 11 november 2011. http://www.elpais.com/articulo/gente/tv/Soraya/Saenz/Santamaria/da/luz/nino/elpepugen/20111111elpepuage_1/Tes.(spanska)